# Нода-ха Нитэн Ити-рю
Нода-ха Нитэн Ити-рю (яп. 野田派二天一流) — древняя школа кэндзюцу, одно из трёх основных ответвлений стиля Хёхо Нитэн Ити-рю, классическое боевое искусство Японии, основанное мастером по имени Нода Сабуробэ Иккэи.

## История
Школа Нода-ха Нитэн Ити-рю основана мастером по имени Нода Сабуробэ Иккэи.
По состоянию на 2011 год школа входит в состав организации Нихон Кобудо Кёкай.

## Генеалогия
Линия передачи традиций школы Нода-ха Нитэн Ити-рю выглядит следующим образом:
1. Миямото Мусаси, основатель Хёхо Нитэн Ити-рю;
2. Тэрао Кюманосукэ Нобуюки (яп. 寺尾 求馬助);
3. Синмэн Бэнсукэ Нобумори;
4. Мураками Масао;
5. Мураками Масакацу;
6. Нода Сабуробэ Иккэи, основатель Нода-ха Нитэн Ити-рю;
7. Нода Танэкацу;
8. Оцука Акихиро;
9. Оцука Цунэкиё;
10. Нономура Хироносукэ;
11. Ицуно Дзюнаи;
12. Нода Танэхиса;
13. Нода Тацусабуро;
14. Кано Гундзи;
15. Цурута Мицуо;
16. Мацунага Нобуюки;
  - Иноуэ Мицуёси, 17-й сокэ Нода-ха Нитэн Ити-рю;
  - Арадзэки Нитосай, 17-й сокэ Мусаси-кай Нитэн Ити-рю;
    - Накамура Тэнсин, 18-й сокэ Мусаси-кай Нитэн Ити-рю.